# Bombový útok v Ankaře (únor 2016)
17. února 2016 večer došlo k sebevražednému bombovému útoku v Ankaře na kolonu vojenských autobusů, která právě stála na křižovatce na červenou. Při explozi automobilu naloženého výbušninou zahynulo 28 lidí a 61 bylo zraněno.

## Místo útoku
Pachatel zaútočil na kolonu armádních vozidel ve chvíli, kdy zrovna stála na červenou na křižovatce 300m od generálního štábu armády a 500m od budovy parlamentu.

## Pachatelé
K atentátu se přihlásila skupina Sokolové osvobození Kurdistánu, dle jejího prohlášení byl pachatelem její člen, turecký Kurd Zinar Raperin (*1989) Podle úřadů za útokem ale stojí Kurdská strana pracujících, od které se skupina Sokolové osvobození Kurdistánu dříve oddělila, společně s syrskými kurdskými milicemi YPG a pachatelem měl být syrský Kurd Salih Neccar. Pachatelství skupinou Sokolové osvobození Kurdistánu má být podle nich jen zástěrkou pro Kurdskou stranu pracujících, která se tak chce krýt před nepříjemnostmi plynoucími ze spáchání atentátu s civilními oběťmi. Úřady zatkli 19. února tři další podezřelé.

## Motiv
Dle prohlášení skupiny Sokolové osvobození Kurdistánu jde o odplatu za turecké bezpečnostní akce v Tureckém Kurdistánu, především ve městě Cizre, kde proběhla v srpnu 2015 osmidenní operace.

## Vyšetřování
Na místo činu se ihned sjelo mnoho sanitek a hasičských vozů a záchranáři začali pomáhat zraněným. Úřady kvůli vyšetřování podobně jako v případech předchozích teroristických útoků ihned vydaly pro média částečné informační embargo, zejména pokud jde o grafické znázornění a fotky z místa činu.

## Reakce

### Turecko
Premiér Ahmet Davutoğlu kvůli incidentu zrušil plánovanou večerní cestu na summit EU, kde měl jednat o uprchlické krizi. Prezident Recep Tayyip Erdoğan útok komentoval slovy, že „překročil morální a lidské hranice“ a že Turecko je odhodláno bojovat proti pachatelům i proti těm, co za nimi stojí. I on zrušil svojí plánovanou cestu, druhý den měl jet do Afghánistánu. Armáda čin označila za „opovrženíhodný a zbabělý“.

### Zahraničí
Solidaritu a soustrast Turecku vyjádřila z Němce kancléřka Angela Merkelová. Podporu a solidaritu Turecku vyjádřil také francouzský prezident François Hollande. Soustrast rodinám obětí a Turecku vyjádřil také generální tajemník NATO Jens Stoltenberg.